# Sacculina hirsuta
Sacculina hirsuta är en kräftdjursart som beskrevs av Hilbrand Boschma 1925. Sacculina hirsuta ingår i släktet Sacculina och familjen Sacculinidae. Inga underarter finns listade i Catalogue of Life.